# Santé en Éthiopie
Cet article évoque les conditions et les problèmes de santé en Éthiopie.

## Système de santé
Le système de santé en Éthiopie se marque par une prédominance de la médecine traditionnelle sur la médecine dite moderne.
Selon les données de la banque mondiale, l'Éthiopie aurait 1 médecin pour 100 000 personnes. Toutefois, dans son rapport annuel 2006, l'Organisation mondiale de la santé évoquait un chiffre de 1936 médecins, ce qui représenterait environ 2,6 médecin pour 100 000 personnes.
Les principaux problèmes de santé en Éthiopie sont liés à l'augmentation de l'incidence de certaines maladies essentiellement en raison de conditions sanitaires précaires, de pauvreté et de malnutrition. Ces problèmes sont accrus par le manque de main d'œuvre qualifiée et d'infrastructures de santé. Le pays compte 119 hôpitaux, dont 12 à Addis-Abeba, et 412 centres de santé.

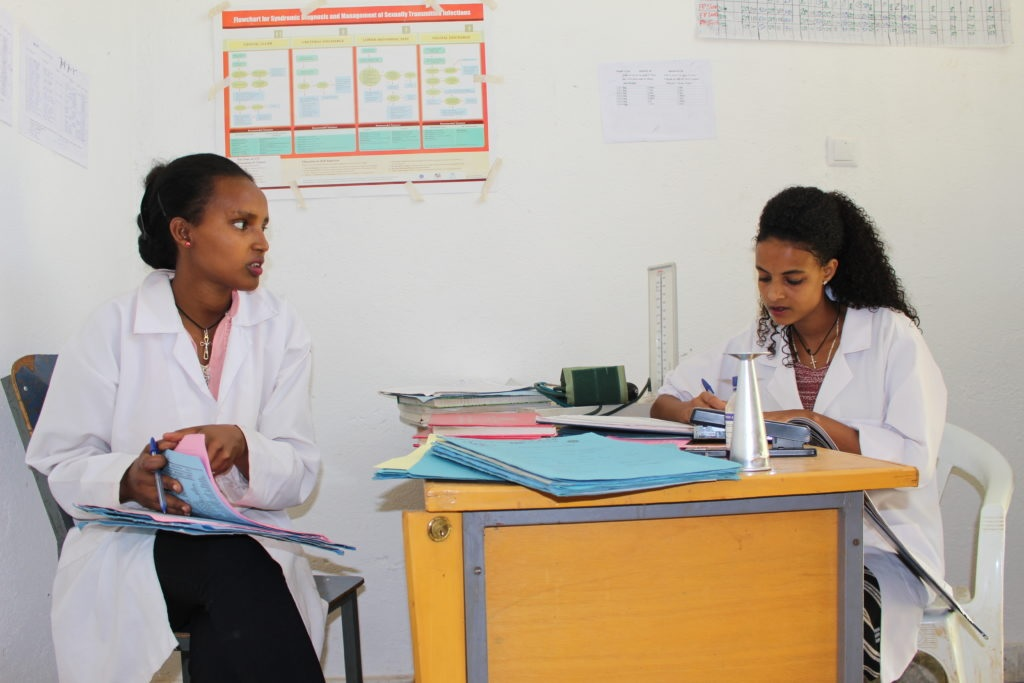
Infirmières au travail.

Les habitants en Éthiopie ont une moyenne d'espérance de vie d'environ 64 ans. Le taux de mortalité infantile est relativement élevé, avec environ 10 % d'enfants décédant au moment ou juste après leur naissance, chiffre auquel il faut ajouter les complications post-natales, comme les fistules obstétriques, qui affectent de nombreuses femmes. Le SIDA a une forte prévalence dans le pays.
Le faible nombre de professionnels de santé disposant d'une formation médicale moderne et le manque de fonds accordés aux services médicaux, explique que beaucoup d'Éthiopiens fassent encore appel aux guérisseurs traditionnels qui emploient des thérapies de médecine traditionnelle pour guérir les maux communs.  Un nombre croissant de faux guérisseurs côtoie les véritables guérisseurs qui seuls connaissent véritablement les vertus curatives des plantes et minéraux.
Le fort taux de chômage fait que de nombreux Éthiopiens sont incapables de subvenir aux besoins de leur famille et donc encore moins à acheter des médicaments. C'est principalement en raison du coût de la médecine moderne que la médecine traditionnelle continue à être la plus répandue.

## Principales maladies

### SIDA
Environ 2,8 millions de personnes sont atteintes du VIH/Sida sur une population de 70 millions.
Selon une étude d’experts des Nations unies publiée à Addis-Abeba le 13 avril 2005, le nombre de décès dus au Sida, qui se chiffre à 900 000 en 2003, pourrait doubler d’ici 2008 « si la tendance actuelle continue ».
Le Sida est responsable de la mort d’environ un tiers des adultes. Le rapport précise que « la mort de citoyens éthiopiens dans les années les plus productives de leur vie, et la morbidité liée au sida a un impact nuisible sur la croissance économique ».

### Méningite à méningocoque
Une épidémie de méningite à méningocoque sévit depuis novembre 2004. Tiruwork Tafesse, ministre de la Santé éthiopien a annoncé le 13 avril que 433 cas ont été recensés faisant 40 décès. Une campagne de vaccination est en cours.

### Paludisme
Les zones situées à moins de 2000 mètres d'altitude sont exposées à un risque paludique important, car lié à une bactérie résistante à la nivaquine et autres traitements habituels.